# Josef Verlemann
Josef Verlemann (* 12. Oktober 1882 in Ibbenbüren; † 12. Juni 1958) war ein deutscher Kommunalpolitiker und ehrenamtlicher Landrat (CDU).

## Leben und Beruf
Nach dem Schulbesuch absolvierte er eine landwirtschaftliche Ausbildung und war anschließend als Landwirt tätig. 
Verlemann war Mitglied des Rates der Stadt Ibbenbüren. Vom 8. November 1951 bis zum 21. November 1952 war er hier Bürgermeister. Der Amtsvertretung des Amtes Ibbenbüren gehörte er ebenfalls an und war von 1948 bis zum Januar 1951 Amtsbürgermeister.
Mitglied des Kreistages des damaligen Landkreises Tecklenburg war er ab 1946. Vom 15. März 1946 bis zum 29. Oktober 1946 war Verlemann Landrat des Kreises. 
Ab 1947 war Verlemann Vorsitzender der Kommunalpolitischen Vereinigung der CDU im Landkreis Tecklenburg. Am 4. Mai 1927 gehörte er zu den Gründungsmitgliedern des Turn- und Sportverein Recke.

## Sonstiges
Am 30. August 1955 wurde Verlemann das Bundesverdienstkreuz am Bande verliehen. In Ibbenbüren wurde die Josef-Verlemann-Straße nach ihm benannt.